# Estaca Punji

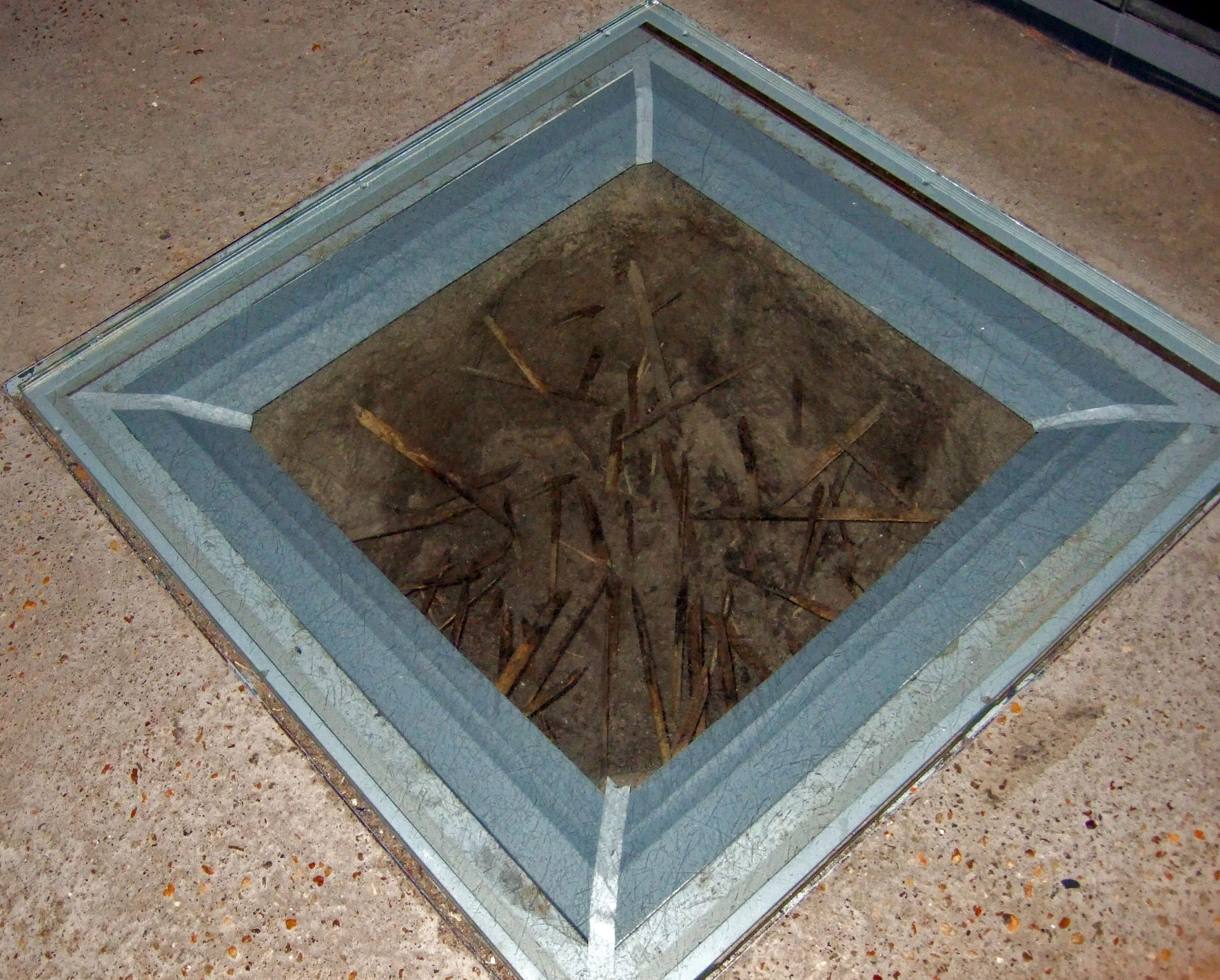
Estacas punji exhibidas en el Museo Nacional del Cuerpo de Marines

El palo o estaca Punji es un tipo de trampa para humanos no explosiva. Se trata de una serie de palos terminados en pico simple, hecho de madera o bambú, de entre 30 y 60 cm generalmente colocados en gran número con la punta hacia arriba en un pozo, que queda cubierto por maleza, cultivos, pastos, matorrales o materiales similares.

## Uso
Los palos punji se colocan en zonas susceptibles para ser atravesadas por las tropas del enemigo. En ocasiones, se distribuían en distintos ángulos, para que hacer más difícil el rescate del soldado que pudiera caer en estas trampas y aumentar la gravedad de las heridas, así como para alargar el tiempo que la unidad del soldado que fuera víctima de estas, necesitaría para el rescate del mismo.
Las estacas Punji, son desplegadas  en ocasiones en el sitio donde se prepara una emboscada. En ocasiones, son untadas con sustancias tóxicas, tales como plantas, ranas o heces. Cuando los soldados se ven sorprendidos por el enemigo, e intentan cubrirse de estos, se ven forzados a hacerlo donde se sitúan las estacas, en las que se ven empalados.
El punto de penetración de la estaca, es usualmente el pie o la pantorrilla. Las estacas Punji, no buscan necesariamente la muerte del que cae en la trampa; sino que están diseñadas para retrasar a la unidad que ha de evacuar a la víctima hacia donde pueda ser atendido médicamente.
Durante la guerra de Vietnam, el Viet Cong, hizo uso frecuente de este método para forzar a la evacuación mediante helicópteros a hospitales en los que recibir tratamiento, en los cuales, se veía más como una forma de causar daños al enemigo, que de causar la muerte de este.
Las estacas Punji, también eran usadas en Vietnam para complementar a otras defensas, como el alambre de púas.
Estas fueron utilizadas en Chile, durante el conflicto del Beagle y eran conocidas como, «palos picantes».